# Christine de Grancy
Christine de Senarclens-Grancy (geboren am 18. Mai 1942 in Brünn, Protektorat Böhmen und Mähren; gestorben am 20. März 2025 in Wien) war eine österreichische Fotografin.

## Leben und Werk
Christine de Senarclens de Grancy wurde als Tochter einer protestantischen Berliner Mutter geboren. Ihren Vater, der im Zweiten Weltkrieg als Techniker mehrere Wochen lang Transportflüge ins eingeschlossene Stalingrad durchführte und drei Wochen vor Kriegsende in der Lüneburger Heide fiel, lernte sie nie kennen. Ihr Großvater mütterlicherseits, Siegfried Wagner, unterstützte als Offizier das Hitler-Attentat vom 20. Juli 1944.
Nach Aufenthalten in Berlin, in der Lüneburger Heide und in Bayern verbrachte sie ihre Kindheit und Jugend in Graz. Dort absolvierte sie eine Ausbildung in Keramik, Töpferei und Gebrauchsgraphik an der Kunstgewerbeschule bei Hans Adametz. Ab 1963 arbeitete sie vorwiegend als Graphikerin und Art Director in Wiener Werbeagenturen.
Im Anschluss an einen mehrmonatigen Aufenthalt in Patmos begann sie 1965 zu fotografieren. Eine Begegnung mit André Heller 1970 führte zu Freundschaft und Zusammenarbeit. 1979 wurde sie von Achim Benning als Fotografin für das Burgtheater engagiert. Ab den 1980er Jahren entstand eine Reihe von Bildbänden, die sich sowohl mit europäischen als auch mit afrikanischen und asiatischen Kulturphänomenen befassten. Sie wandelte mit Vorliebe an den Rändern der sogenannten Zivilisation. 1983 war sie erstmals in der Westsahara und dokumentierte in der Folge die Tuareg und 1987 den Freiheitskampf der Polisario. In Russland spürte sie Wolga-Welten nach; weitere fotografische Reisen und Langzeitaufenthalte führten sie nach Griechenland, Algerien, Kurdistan, Georgien und Niger, nach Pakistan, China und Japan. In Wien erkundete sie die Dachlandschaften (1994) und die verborgene Welt der aus dem Iran emigrierten Juden (entstanden in den 1990er Jahren, ausgestellt erstmals 2015 im Jüdischen Museum Wien).
Ausstellungen zeigten ihre Werke unter anderem in Paris und Perpignan, New York, Tokio, Beirut, im Museum Moderner Kunst in Passau, bei der Biennale in Turin sowie in Mailand. Sie arbeitete mit namhaften Schriftstellerinnen und Schriftstellern Österreichs zusammen – darunter Barbara Frischmuth, Erika Pluhar und Gerhard Roth. Zu ihren langjährigen Freunden zählte auch die Wiener Fotografin Gabriela Brandenstein.
Anlässlich der Eröffnung ihrer Personale Christine de Grancy. An Ort und Stelle im Wiener WestLicht 2002 betonte der Wiener Kulturstadtrat Andreas Mailath-Pokorny ihren Status als Geschichtenerzählerin. Sie erzähle Geschichten von fernen Völkern und fernen Kulturkreisen, von den Menschen, deren Alltag und Lebensgewohnheiten. „Sie ist eine Ethnologin, die die Menschen und deren Lebensumstände mit der Kamera erforscht.“ Andre Heller hielt die Laudatio und bezeichnete Christine de Grancy als „Augnerin“ wegen „ihrer Wahrnehmungsfähigkeit, ihrer Genauigkeit und der kostbaren Art des Schauens“.
Christine de Grancy starb am 20. März 2025 in einem Wiener Krankenhaus im Alter von 82 Jahren.

## Ausstellungen (Auswahl)
- 2000: Die Tuareg – Frauenbilder aus der Sahara (Schloss Goldegg, St. Johann im Pongau)
- 2002: Christine de Grancy. An Ort und Stelle (WestLicht Wien)
- 2008: Ausstellung auf Schloss Hainfeld im Rahmen der Regionale 08 über die Nachkommen des Orientalisten Joseph von Hammer-Purgstall[5]
- 2015: Transit. Die Iraner in Wien. (Jüdisches Museum Wien)

## Publikationen (Auswahl)
- Die Sahrouis – Söhne und Töchter der Wolken – von der stillen Revolution der Polisario, 1987
- Lebenszeichen, Photographien von 1974 bis 1986, 1987
- Landschaft für Engel mit einem Essay von Barbara Frischmuth, Molden-Edition 1981, ISBN 3-217-01223-2
- Erlebnis sanfte Geburt, 1994
- Hallodris und Heilige, Engel und Lemuren – Figuren auf den Dächern Wiens, 1994, ISBN 3-85058-004-0
- Die Tuareg – Frauenbilder aus der Sahara, Ausstellungskatalog, 1999
- East by Anzenberger (Part 2)
- Erika Pluhar; Hofmann und Campe 2004

## Auszeichnung
- 2002: Goldenes Verdienstzeichen des Landes Wien